# 정무
정무(程武)는 위의 장수이며 정욱의 아들이다. 227년 하후무(夏候楙)의 참군으로서 조운을 유인해 포위하는 전술을 제안했다. 하후무는 이를 받아들여 조운을 유인했으나 장포(張苞)와 관흥(關興)의 공격으로 실패하고 말았다.